# Шлірен-зйомка

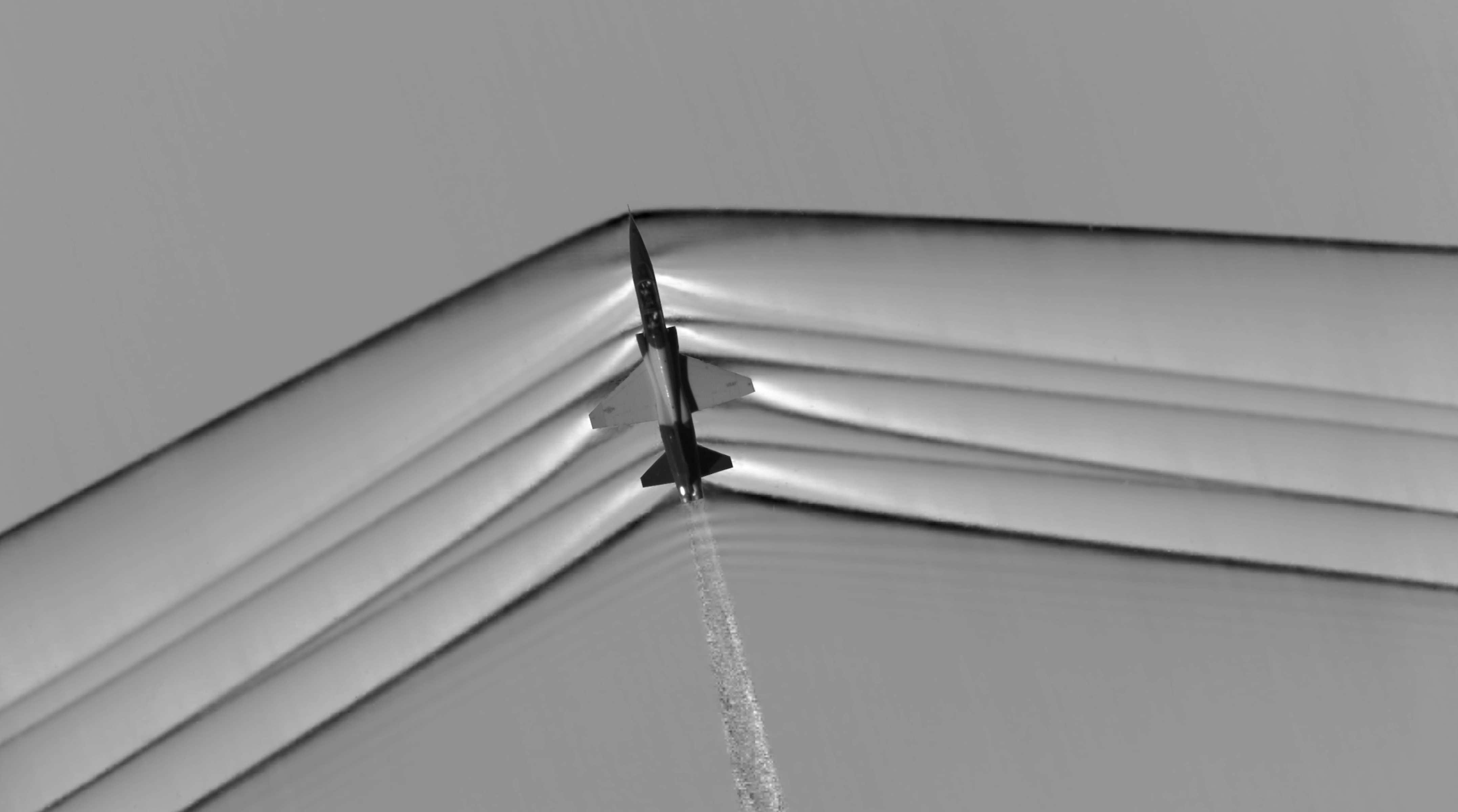
Фото Т-38С, зроблене під час польоту за допомогою шлірен-методу.

Шлі́рен-зйо́мка (ме́тод Те́плера) — це процес, який використовується для візуалізації потоку текучих середовищ з різною щільністю. Винайдений німецьким фізиком А. Теплером 1864 року для вивчення надзвукового руху. Цей процес широко використовується в авіаційній техніці, щоб сфотографувати потік повітря навколо об'єктів.

## Класична оптична система
Класична реалізація оптичної шлірен-системи використовує світло від одного точкового джерела світла. Зміна показника заломлення, викликаного градієнтами щільності в рідині спотворює промінь світла. Це спотворення створює просторову зміну інтенсивності світла, яка може бути візуалізована безпосередньо тіньовою системою.
У класичній шлірен-зйомці, точкове джерело світла фокусується на оптичному елементі (звичайно лінза або увігнуте дзеркало). У фокусі об'єктива розміщують діафрагму (гостре лезо — лезо Фуко), для того щоб блокувати близько половини світла. У потоці однорідної щільності це дозволяє зробити фотографію на половину яскравості. Проте в потоці з варіаціями щільності спотворений промінь фокусується недосконало, і частинки, які були зосереджені в районі, охопленому лезом ножа блокуються. Результатом є набір світлих і темних плям, відповідно позитивних і негативних градієнтів щільності газу в напрямку, перпендикулярному до леза. Коли використовується лезо, то систему, як правило, називають шлірен-системою, яка вимірює першу похідну від щільності в напрямі леза. Якщо лезо, не використовується, то система, як правило, називається тіньовою системою, яка вимірює другу похідну від щільності.
Якщо потік газу однорідний то зображення буде стійким, але будь-яка турбулентність викликатиме мерехтіння (ефект, який можна побачити на гарячих поверхнях в сонячний день). Щоб візуалізувати профілі миттєвої щільності, можна використовувати малу тривалість спалаху.

## Фокусуюча оптична шлірен-система

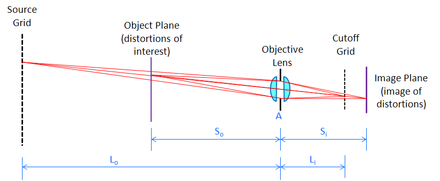
Діаграма фокусуючої шлірен системи.
ане за допомогою Шлірен зйомки.

У середині 20-го століття, Р. А. Бертон розробив альтернативну форму шлірен-методу. Фокусуючі шлірен-системи зазвичай зберігають характерне лезо, для того, щоб створити контраст, але замість того щоб використовувати точкове джерело світла та одне лезо, вони використовують розподіл освітленості повторюваних лез, котрий фокусує систему формування зображення.
У той час як у класичній шлірен зйомці, спотворення по всій траєкторії пучка візуалізуються в рівній мірі, у фокусуючій шлірен-системі, тільки спотворення в полі об'єктива камери чітко відображені. Спотворення далеко від поля об'єктива стають розмитими, тому цей метод дає деякий ступінь вибору глибини. Також може бути використано широке розмаїття освітлюваних шарів, так як джерело світла не повинно бути точковим. Це дозволяє будувати проєкції на основі фокусування шлірен-систем, які набагато простіше створювати і вирівнювати, ніж класичні системи. Потреба у точковому джерелі світла у класичній шлірен-зйомці часто є суттєвою перешкодою для створення великих систем. Для систем з великим зменшення масштабу, розподіл освітленості повинен приблизно в два рази перевищувати розмір поля зору, щоб дозволити розмитість фону.

## Варіації і додатки

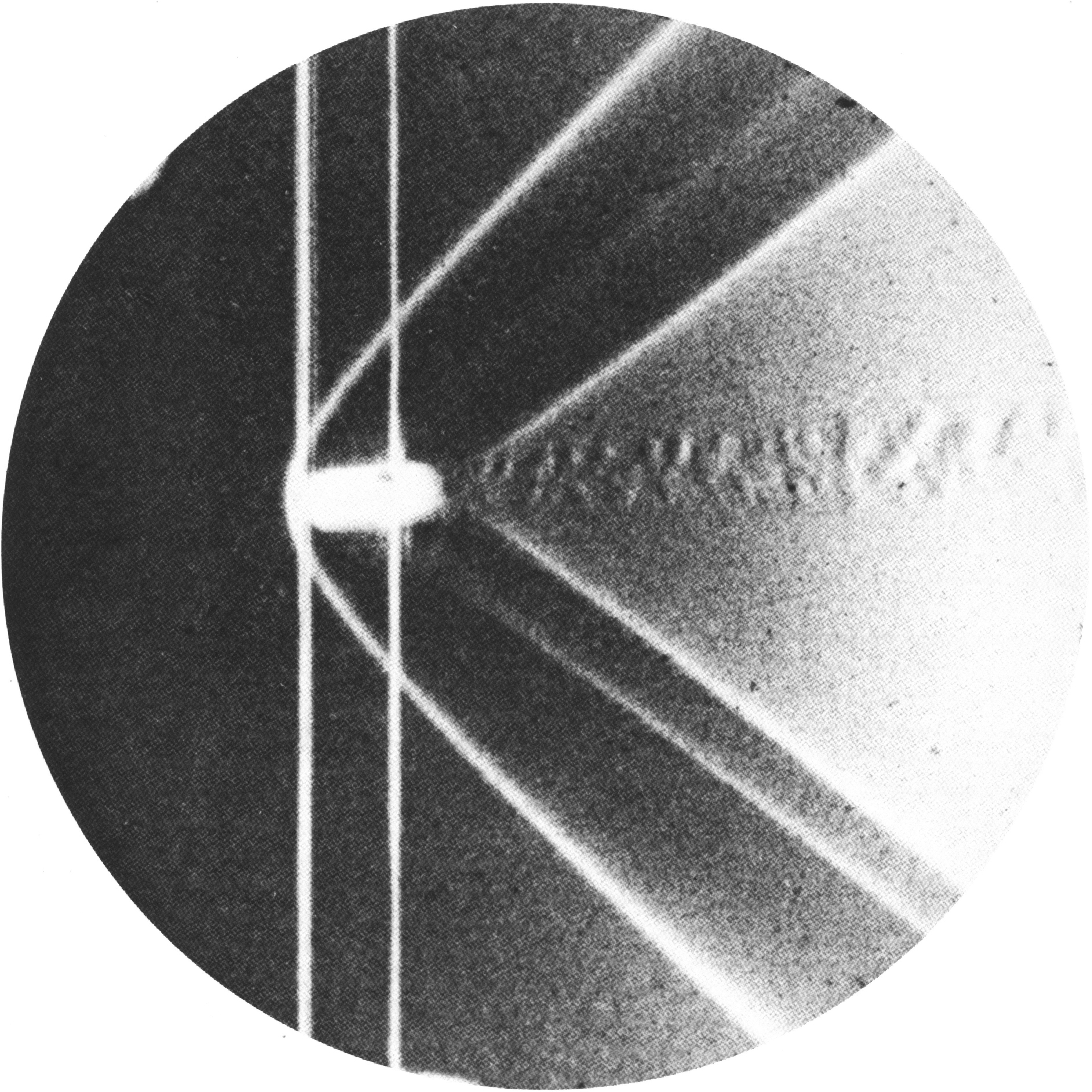
Ударна хвиля кулі.

Варіації на тему шлірен-зйомки включають заміну леза на кольорову ціль, що призводить до райдужних зображень, які можуть допомогти у візуалізації потоку. Різні крайові конфігурації, такі як концентричні кільця, можуть також додати чутливості до зміни напрямків градієнта. У СРСР колись було розроблено ряд складних тіньових систем заснованих на принципі телескопа Максутова, багато з яких до сьогодні використовують.
Тіньова фотографія використовується для візуалізації потоків середовищ, які самі по собі є прозорими (отже, їх рух не може бути безпосередньо видно), але утворюють певний показник заломлення, вони стають видимими в тіньових зображеннях або як відтінки сірого чи інших кольорів

## Практичне використання
Шлірен-метод отримав особливо широке поширення при візуалізації різних процесів в повітряному середовищі. Це відноситься, наприклад, до досліджень розподілу щільності повітряних потоків, що утворюються при обтіканні моделей в аеродинамічних трубах, тобто, в авіаційній техніці. Застосовується, також в механіці рідини, балістиці, вивченні поширення і змішування газів і розчинів, дослідженні теплообміну за рахунок конвекції і т. П.
Мінусом практичного використання класичного шлірен-методу є необхідність поміщати досліджуваний об'єкт в паралельний пучок променів, що йде через лінзи або увігнуті дзеркала. Ця обставина змушувала або виготовляти дорогі, громіздкі установки, або використовувати зменшені моделі реальних технічних пристроїв.
У 80-х роках XX століття американський фізик Леонард М. Вайнштейн (англ. Leonard M. Weinstein) запропонував використовувати світловідбиваючий екран, за своїми властивостями схожий з катафотом, який дозволяв працювати з розбіжними променями. В результаті були отримані повномасштабні зображення ударних хвиль від вибухів, конвекційних потоків від промислового обладнання і людей.
У 2003 році професор механіки Пенсільванського університету Гарі Сеттл (англ. Gary Settle) запропонував використовувати спеціальні світлоповертаючі покриття, що взагалі зняло обмеження на розмір досліджуваних об'єктів.

## Зовнішні посилання
- Grady, Denise (28 жовтня 2008). The Mysterious Cough, Caught on Film. The New York Times. с. D3. Архів оригіналу за 2 лютого 2017. Процитовано 28 жовтня 2008.
- Schlieren Photography – How Does It Work? [Архівовано 3 жовтня 2016 у Wayback Machine.]
- High-Speed Ballistic Imaging [Архівовано 14 жовтня 2016 у Wayback Machine.]
- “Digital synchroballistic schlieren camera for high-speed photography of bullets and rocket sleds,” in Optical Engineering (subscription to SPIE Digital Library required)